# Eborense (Schiff)
Die Eborense ist eine 1954 gebaute portugiesische Fahrzeug- und Personenfähre der Reederei Transtejo & Soflusa, die lange Lissabon mit dem Südufer des Tejo verband. Heute ist sie ein beliebtes Fotomotiv.

## Geschichte
Auf Bestellung der Fährreederei Parceria dos Vapores Lisbonenses legte die Werft Estaleiros Navais de Viana do Castelo in der gleichnamigen Stadt Viana do Castelo das Schiff wahrscheinlich 1953 unter der Baunummer 23 auf Kiel. Das Unternehmen war 1899 aus dem Zusammenschluss der Familie Burnay mit der Empresa Hersent entstanden und benannte sich noch 1957 in Sociedade Marítima de Transportes um. Der Stapellauf des Neubaus fand am 12. November 1954 statt, bei dem er auf den Namen Eborense – der Bezeichnung für die Einwohner der Stadt Évora – getauft wurde.
Die Parceria dos Vapores Lisbonenses setzte das Schiff zusammen mit der 1957 gebauten Fähre Alentejense auf der Route zwischen dem Cais do Sodré auf der Lissaboner Seite und Cacilhas auf dem Südufer des Tejo ein. Vor der Eröffnung der Brücke Ponte Salazar – heute Ponte 25 de Abril – im Jahr 1966 bildeten die Fähren über den Tejo die einzige Verbindung zwischen dem Nord- und dem Südufer des Flusses. Sie sind bis heute Bestandteil des öffentlichen Nahverkehrs in der Region. Nach Eröffnung der Brücke sanken zwar die Fahrgastzahlen, doch die Verbindung auch mit der Autofähre Eborense wurde beibehalten, da die Autobahn einen größeren Bogen um die direkt am Ufer gelegenen Städte wie Cacilhas nimmt.
Als nach der Nelkenrevolution die fünf Fährunternehmen Sociedade Marítima de Transportes, die Empresa de Transportes Tejo, die Sociedade Nacional de Motonaves, die Sociedade Jerónimo Rodrigues Durão sowie die Sociedade Damásio, Santos e Vasques – wie weite Teile der Wirtschaft des Landes – verstaatlicht und zu einem Unternehmen mit dem Namen Transtejo zusammengefasst wurden, kam auch die Eborense in die neue Gesellschaft. Transtejo wiederum kaufte 2001 den 1993 von der staatlichen Eisenbahngesellschaft Caminhos-de-ferro portugueses (EP) ausgegliederten Fährverkehr Soflusa auf und bildet seitdem das heutige Unternehmen Transtejo & Soflusa.
Die Eborense setzte die Reederei inzwischen auf der Route Trafaria – Porto Brandão – Belém ein. Sie war mit der Alentejense die einzige Autofähre über den Tejo. Zwischen 1989 und 2001 wurde die Eborense auf der Werft Estaleiros São Jacinto in São Jacinto umgebaut und im Jahr 2001 erhielt sie neue Motoren. Schließlich wurden sie und die Alentejense 2010/2011 durch die beiden neuen Autofähren Lisbonense und Almadense abgelöst, zunächst in Amora aufgelegt und als Reservefahrzeug vorgehalten. Noch einmal wurde sie 2011/2012 überholt und kam ab Mai 2012 wieder zum Einsatz. Auch heute noch ist das Schiff in der Flottenliste von Transtejo aufgeführt. Bei Fahrten auf dem Tejo ist sie inzwischen ein beliebtes Fotomotiv geworden.

## Das Schiff
Die Länge des Schiffes beträgt 50,25 Meter, es ist 11,20 Meter breit und weist einen Tiefgang von 2,10 Metern auf. Die Fähre ist als herkömmliches Einrumpfschiff ausgelegt. Das Schiff ist mit 460 BRT vermessen und hat eine Tragfähigkeit von 281 Tonnen. Der Antrieb besteht aus zwei Dieselmotoren vom Typ MTU/Mercedes 12V183TC91, deren Leistung ca. 1000 PS betragen. Diese wirken auf zwei Schrauben, das Schiff erreicht eine Geschwindigkeit von 11,0 Knoten. Die Fähre ist für 346 Passagiere und 22 bzw. nach anderen Angaben für 30 Fahrzeuge zugelassen.